# Cyganówka (powiat zwoleński)
Cyganówka – wieś w Polsce położona w województwie mazowieckim, w powiecie zwoleńskim, w gminie Zwoleń. 
Miejscowość wchodzi w skład sołectwa Strykowice Podleśne.
W latach 1975–1998 miejscowość administracyjnie należała do województwa radomskiego.